# 顾建钦
顾建钦（20世纪—）是一位中国医生。

## 生平
毕业于新乡医学院临床医学系，曾任登封市人民医院主治医师、外科主任、副院长、院长，郑州市第五人民医院副院长、院长，郑州市卫生局副局长、局长，郑州市卫计委主任。2015年9月，任河南省人民医院院长（副厅级）。2016年10月，被聘为新成立的河南大学医学院首任院长。2019年5月，任河南省人民医院副院长。